# 真光寺 (羽生市)
真光寺（しんこうじ）は、埼玉県羽生市にある真言宗智山派の寺院。

## 歴史
創建年代は不明であるが、日安によって開山された。この日安は1656年（明暦2年）に寂していること、「承応三年（1654年）」の検地帳に記載されているから、それよりも少し前に創建されたものと推測される。『新編武蔵風土記稿』では開山を「栄秀」としている。正覚院の末寺である。
当寺の本尊である大日如来は江戸時代初期のもので、開山年代にほぼ一致している。

## 交通アクセス
- 羽生駅より徒歩28分。